# مارکیز، گرنادا
مارکیز، گرنادا (به لاتین: Marquis) یک منطقهٔ مسکونی در گرنادا است که در Saint Andrew Parish (Grenada) واقع شده‌است. مارکیز ۰ متر بالاتر از سطح دریا واقع شده‌است.